# Bluebird Aviation (Deutschland)
Bluebird Aviation war eine deutsche Charterfluggesellschaft mit Sitz in Mannheim. Die Gesellschaft wurde am 27. Juni 2011 insolvent. Im Jahr 2012 stimmten die Gläubiger dem Insolvenzplan von Schultze & Braun zu. Unter neuer Leitung sollte die Gesellschaft, die zuletzt noch ein Flugzeug besaß, nun mit drei Flugzeugen im Bereich Repatriierung und Charterflügen tätig werden.
Im Mai 2015 wurde die Gesellschaft endgültig aus dem ICAO-Verzeichnis der Luftverkehrsgesellschaften gestrichen.

## Weblink
- Bluebird operates new Citation XLS auf Business Aviation 27. Juli 2006, abgerufen am 6. Februar 2015